# Eumorpha cissi
Eumorpha cissi là một loài bướm đêm thuộc họ Sphingidae. Nó được tìm thấy ở Venezuela phía nam đến Ecuador, Peru, Bolivia và tây bắc Argentina.
Nó giống với Eumorpha anchemolus.

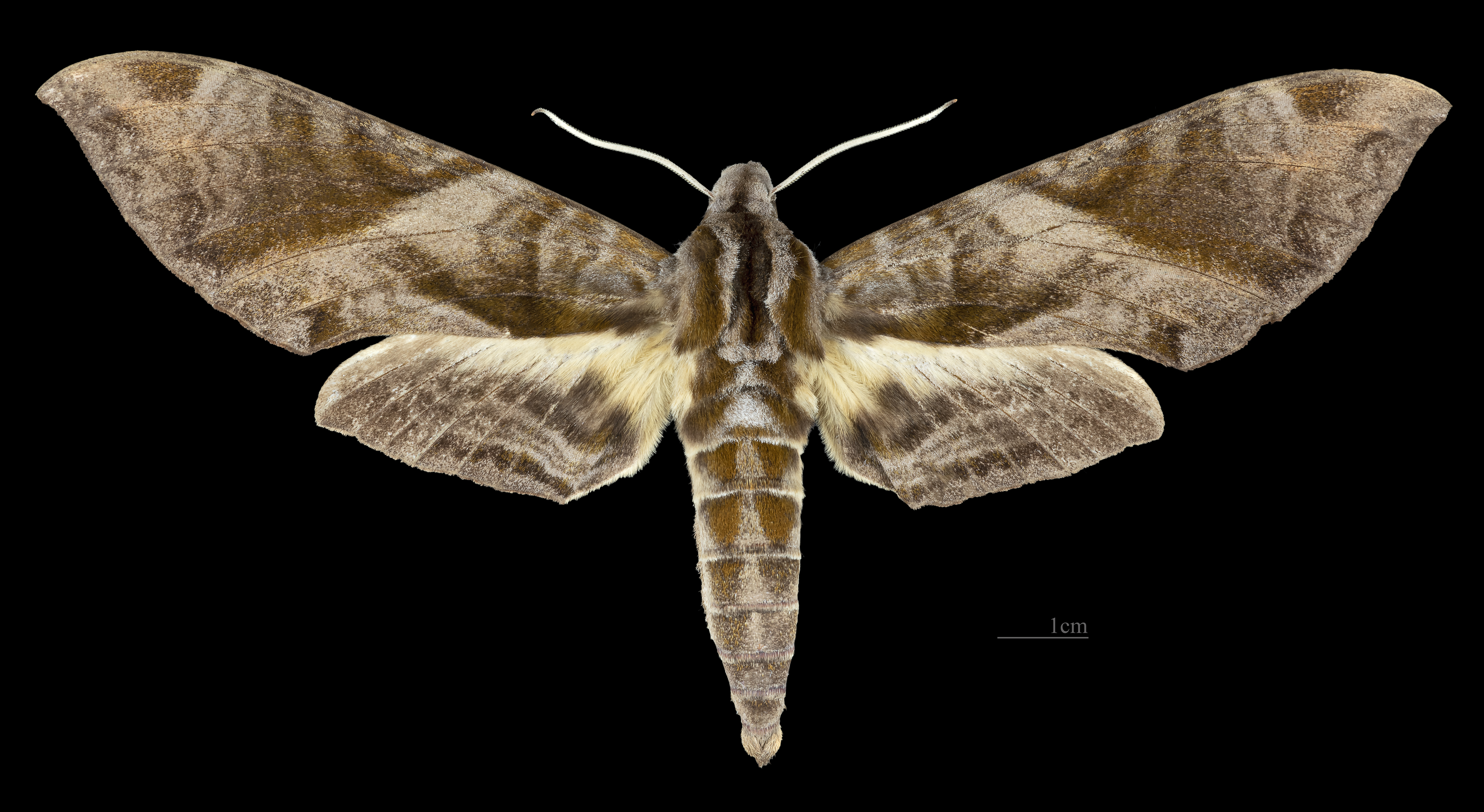
Eumorpha cissi ♀
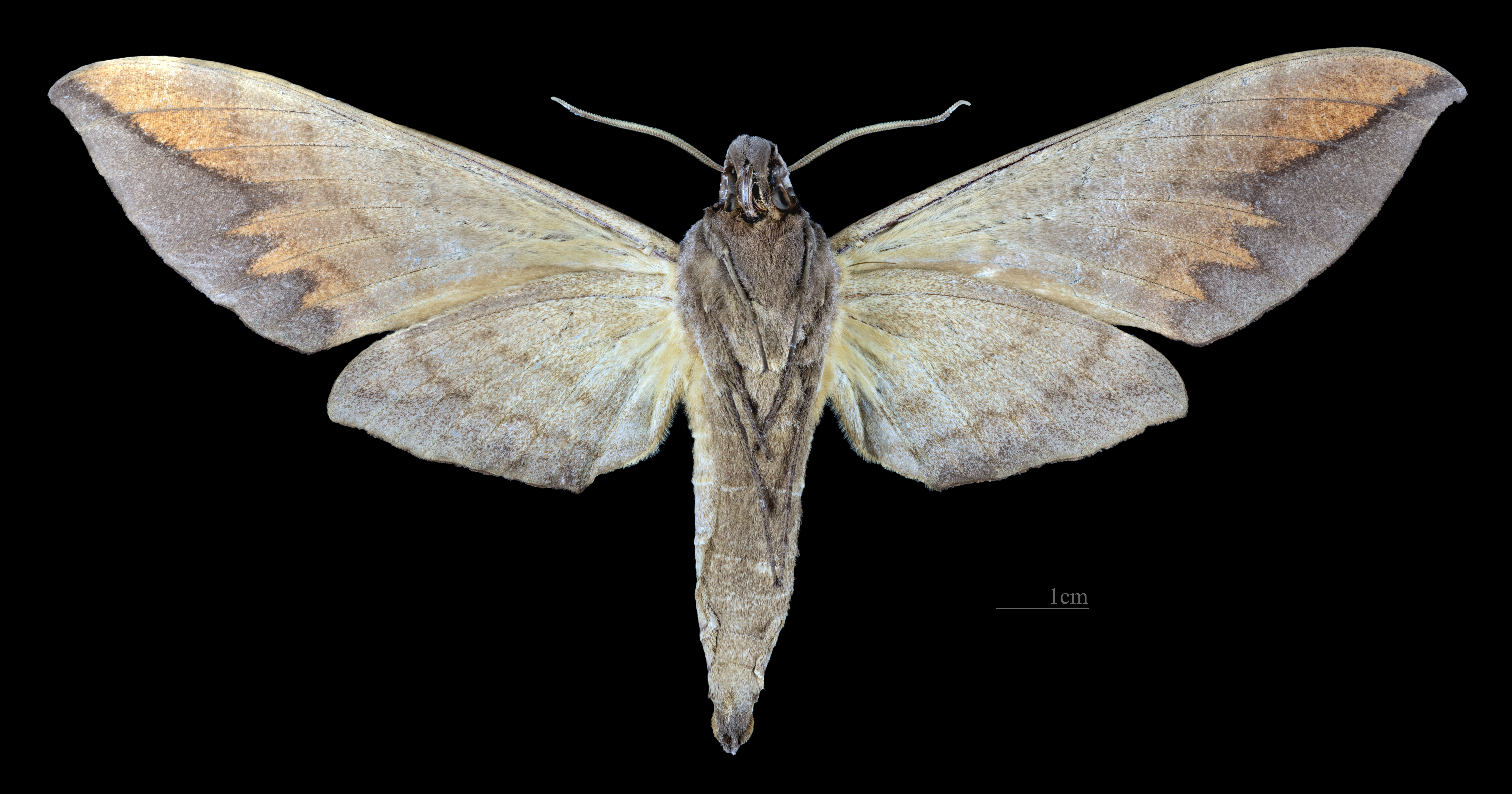
Eumorpha cissi ♀ △

Con trưởng thành bay từ tháng 2 đến tháng 3 và từ tháng 10 đến tháng 11 in Bolivia.
Ấu trùng có thể ăn grape và vine species.